# Demolition (Girlschool)
Demolition è il primo album del gruppo musicale britannico Girlschool, pubblicato nel 1980.
La riedizione, contenente alcune tracce bonus, è uscita nel 2004.

## Tracce
1. Demolition Boys – 3:39
2. Not for Sale – 3:31
3. Race With the Devil (cover dei The Gun) – 2:51
4. Take It All Away – 3:43
5. Nothing to Lose – 4:30
6. Breakdown – 3:05
7. Midnight Ride – 3:16
8. Emergency – 2:50
9. Baby Doll (live) – 4:13
10. Deadline – 2:54
Bonus tracks della riedizione del 2004
11. Take It All Away (single version) – 3:12
12. It Could Be Better (single version) – 2:55
13. Nothing to Lose (demo version) – 3:47
14. Not for Sale (demo version) – 3:30
15. Furniture Fire (b-side del singolo Emergency) – 3:00
16. Take It All Away – 3:32 •
17. Breakdown – 3:24 •
18. Demolition Boys – 3:02 •
19. Nothing to Lose – 4:23 •

• Tracce registrate alle BBC radio session del Friday Rock Show il 1 Agosto 1980

## Formazione
- Kim McAuliffe – voce, chitarra
- Kelly Johnson – voce, chitarra
- Enid Williams – voce, basso
- Denise Dufort – batteria